# Samantha Schmütz
Pour les articles homonymes, voir Schmutz (homonymie).
Samantha Schmütz (née le 28 janvier 1979, à Niterói) est une humoriste et actrice brésilienne de télévision, cinéma et de théâtre.

## Biographie
Née à Niterói le 28 janvier 1979, elle commence sa carrière au théâtre en 2004, avec la pièce O Surto, avec laquelle elle rencontre un énorme succès pendant un an et demi de représentations.
Après cette pièce, elle travaille pour la télévision au Programa do Faustão, où elle fait des imitations satyriques de populaires personnalités brésiliennes (politique, culture...).
Le 24 novembre 2008, elle est choisie pour être marraine de l’École de samba de Niterói Acadêmicos do Cubango pour le carnaval 2009.

## Télévision
- 2005 - A Diarista .... Berusca (Part especiale)
- 2006 - Cobras & Lagartos .... Bê
- 2006 - 2007 - Pé na Jaca .... Célia
- 2007 - Zorra Total ....  Leonina (1 épisode) / Júnia  (Juninho Play)
- 2008 - Zorra Total .... Júnia (Juninho Play) / Samantha Schmütz / Leonina / Vãnessa / Bailante
- 2009 - Zorra Total .... Júnia (Juninho Play) / Leonina / Vãnessa
- 2010 - Zorra Total .... Marina
- 2017-Carcereiros......Solange

## Filmographie
- 2009 - Xuxa em O Mistério de Feiurinha .... Chapeuzinho Vermelho

## Théâtre
- Não Fuja da Raia
- 2004 - Surto
- 2009 - Acepipes - Direction de Charles Paraventi
- 2009 - 2010 "Curtas"[3]